# Distretto di Matera
Il distretto di Matera fu una delle suddivisioni amministrative del Regno delle Due Sicilie, subordinate alla provincia di Basilicata, soppressa nel 1860.

## Istituzione e soppressione
Fu costituito con la legge 132 del 1806 Sulla divisione ed amministrazione delle province del Regno, varata l'8 agosto di quell'anno da Giuseppe Bonaparte. Con l'occupazione garibaldina e annessione al Regno di Sardegna del 1860 l'ente fu soppresso.

## Suddivisione in circondari
Il distretto era suddiviso in successivi livelli amministrativi gerarchicamente dipendenti dal precedente. Al livello immediatamente successivo, infatti, individuiamo i circondari, che, a loro volta, erano costituiti dai comuni, l'unità di base della struttura politico-amministrativa dello Stato moderno. A questi ultimi potevano far capo i villaggi, centri a carattere prevalentemente rurale. I circondari del distretto di Matera, al momento della soppressione, ammontavano a otto ed erano i seguenti:
- Circondario di Matera:
Matera
- Circondario di Ferrandina:
Ferrandina, Craco, Salandra
- Circondario di Montepeloso:
Montepeloso
- Circondario di Montescaglioso:
Montescaglioso, Miglionico, Pomarico
- Circondario di Pisticci:
Pisticci, Bernalda, Montalbano (con le frazioni di Scanzano Jonico e Policoro)[2]
- Circondario di San Mauro:
San Mauro, Accettura, Oliveto(con i villaggi di Calciano, Garaguso)
- Circondario di Stigliano:
Stigliano, Aliano (con il villaggio di Alianello), Cirigliano, Gorgoglione
- Circondario di Tricarico:
Tricarico, Grassano, Grottole